# Johann II von Blankenfeld

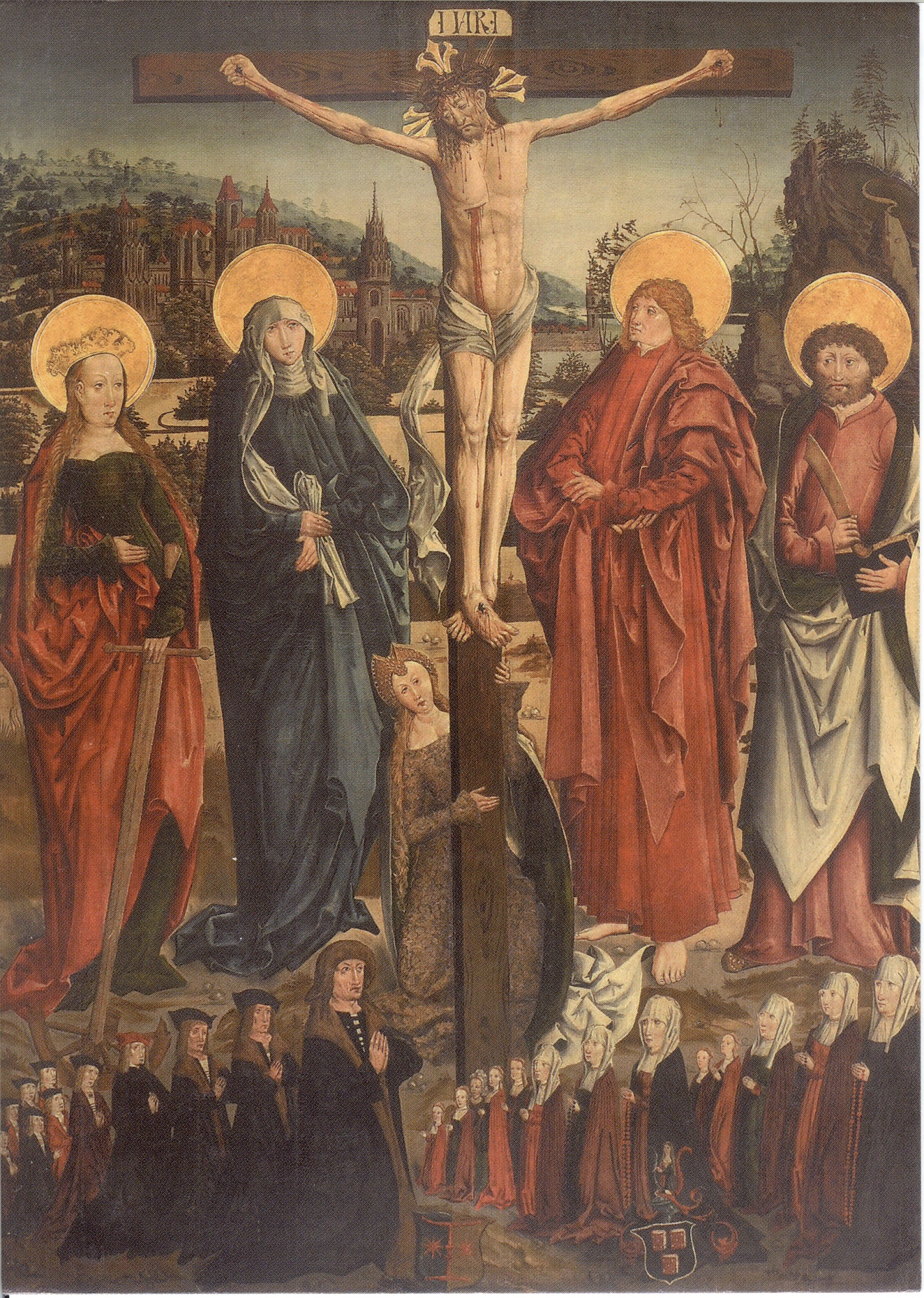
Tableau de la Famille de Thomas von Blankenfeld (1436-1504). Cette peinture de plus de 500 ans était visible en 2012 à Berlin, dans l'église Sainte-Marie. Sur la peinture, on remarque Johann, le futur archevêque de Riga, avec sa coiffe rose, derrière son père Thomas et ses deux frères.

Johann von Blankenfeld (Blankenfelde, Blanckenfeld, Blanckfeld), né en 1471 à Berlin, et mort le 9 septembre 1527, enterré dans l'église de Torquemada, en Espagne, est un docteur en droit, recteur d'université, conseiller des princes-électeurs du Saint-Empire romain germanique, protonotaire, orateur du prince électeur Joachim Ier Nestor de Brandebourg à la cour papale, procureur général à Rome de l’Ordre Teutonique, évêque de Dorpat, évêque de Reval, et prince-archevêque de Riga.

## Biographie

### Origines familiales
Il est issu de la famille immémoriale noble von Blankenfeld. Johann II von Blankenfeld, est le fils du maire de Berlin, Thomas von Blankenfeld (1436-1504) et de Margarethe von Buchholz (1454-1531).

### Doctorat et recteur de l'université deFrancfort-sur-l'Oder
Johann n'exercera pas comme ses parents, une activité dans le secteur du commerce et de la gestion de la ville de Berlin. En 1499, il commence ses études à Bologne qui était autrefois, de par ses illustres professeurs en droit, la plus grande école de droit, et passe son Doctorat In utroque jure le 2 août 1503. Après avoir prononcé un discours important, le doyen lui rendit honneur du haut du maître-autel, dans un discours festif. Il fut raccompagné chez lui par un grand cortège et offrit à tous les Docteurs en droit et inspecteurs, un grand « festin de Doctorat ». Dans le poème d’Heinrich Bogers, poeta laureatus, il est désigné comme le fleuron de la faculté de droit et présenté comme modèle à la jeunesse académique dans ces termes :
« L'Allemagne pouvait être fière de lui et n'avait nul besoin d'aller chercher des gens de loi à l'étranger. » Il rédigea "l’Intimatio" du nouveau cursus de Joachim Ier Nestor de Brandebourg, la promulgua le jour de la Vocation  le 4 octobre 1505. Johann a étudié le droit civil de l'automne 1504 au printemps 1506. On peut déduire de l’utilisation du terme dominus qu'il avait déjà reçu les ordres mineurs.
Le prince électeur Joachim Ier Nestor de Brandebourg le nomma à la nouvelle université de Francfort-sur-l'Oder pour 100 florins par an, et après 5 ans, 50 florins supplémentaires à vie.
Lors de l’inauguration de l’Université, le 26 avril 1506, il était placé juste derrière Joachim Ier Nestor de Brandebourg et le margrave Albert de Brandebourg, les deux fondateurs de l'université.
Dans l'église Marienkirche à Berlin , il prononça un discours de remerciement et d’éloge à l’attention des princes électeurs. En 1507, il dirigea le second rectorat de l'université. Johann dirigea seul les affaires jusqu’à l’été 1509. Ce n’est que le 4 juillet 1509 que Molner fut élu premier doyen Entretemps, il avait obtenu la paroisse de Cottbus qui était, toutefois, gérée par un vicaire. Le 26 novembre 1507, les princes électeurs lui promirent le premier évêché terminé. Johann s’était engagé pour trois ans à l’ordinariat de l’université et au service de la cour. Il fut impliqué dans les affaires politiques et devint l’un des conseillers des princes électeurs.

### Protonotaire
Envoyé par les princes à Rome, il fut nommé, le 4 octobre 1507, protonotaire par le pape Jules II. Un prince déclare, parlant d’une mission :
« Lorsque Johann von Blankenfeld fut envoyé en Pologne pour régler un conflit de frontières, nous doutions de ses capacités. Mais la science ne se mesure pas au nombre des années, et nous changeâmes d’avis et Johann von Blankenfeld revint, après avoir atteint son but, à la grande joie des princes électeurs. »
Le 12 septembre 1509, il devint coadjuteur du prévôt du chapitre d'Havelberg, un représentant avait été désigné pour le remplacer pendant son absence. Johann a également travaillé comme magistrat auprès du tribunal de la chambre impériale de Worms, du 28 septembre 1509 à 1512. Il quitta Worms en décembre 1512. Il n'exerçait alors plus que des fonctions politiques et diplomatiques.
Il fut ensuite orateur du prince électeur Joachim Ier Nestor de Brandebourg, à la cour papale et procureur général de l'ordre Teutonique en octobre 1512 en Prusse, Livonie et Allemagne. Il régla toutes les affaires à la curie tout en continuant à avoir son siège dans la maison de l'ordre Teutonique à Rome. À cette époque, la curie offrait l’image d’une cour laïque qui dépendait du savoir-faire, de l'intelligence et de l'habileté des représentants diplomatiques. Le principal souci de l'ordre Teutonique était le commerce avec la Pologne. Depuis le 13 février 1511, le grand maître de l’Ordre Teutonique était le margrave Albert de Brandebourg, qui par son attachement à l’Empire, devait offrir à l'Ordre Teutonique une meilleure protection contre les revendications du roi de Pologne.
La guerre fut, dans un premier, une guerre diplomatique qui se déroula à Rome. L’activité sans relâche de Johann commença, en particulier après la mort de Jules II. Le pape Léon X lui assura que la question de la Pologne serait réglée au cours d’un concile, Johann rédigea avec le secrétaire de Léon X la brève envoyée au roi de Pologne et l’intimant de ne rien entreprendre contre l’ordre Teutonique.
Même à l’extérieur Johann savait garde sa dignité. À l’occasion de l’intronisation solennelle de Léon X, il apporta la bannière de l’Ordre Teutonique au pape. Dans le cortège, il montait un somptueux étalon, la bannière de l’ordre Teutonique, avec la croix noire, à la main, accompagné de nombreux soldats à pieds vêtus de soie blanche. Julius von Medici le suivait avec la bannière du grand bailliage de Brandebourg, avec lequel Johann fut rapidement en bons termes et dont l’influence auprès du pape contribua fortement à sa grande réussite.
Le 26 avril 1513, il devint membre de la confrérie "Marie de Anima Teutonicorum de Urbe". Il s’inscrit comme "U. J. D., consiliarius ac procurator generalis" du prince électeur Joachim Ier Nestor de Brandebourg et d'Albert de Brandebourg, le grand maître de l'Ordre Teutonique. Le 05 juin 1513 la délégation polonaise arriva à Rome.
Johann avait de nombreux amis parmi les cardinaux, amitiés qu’il savait entretenir par des présents, en ces temps de tension. Il ressort de la lettre de Johann adressée au grand maître et lui demandant de mettre de l’argent dans la banque de Fugger, parce que le procureur avait besoin d’argent, et la diplomatie était coûteuse.
Le 30 août 1513, Albert de Brandebourg, le plus jeune frère du prince électeur Joachim Ier Nestor de Brandebourg , fut élu archevêque de Magdebourg, et administrateur du chapitre d’Halberstadt le 9 septembre.

### Comes et miles aulae Lateranensis[7]
Il reçut le 3 juillet 1513, comme marque de bienveillance du pape, la garantie d’une prébende dans les diocèses de Magdebourg Halberstadt ou Lebus.
En janvier 1514, le pape le nomma "comes et miles aulae Lateranensis" en reconnaissance des services rendus en tant qu’orateur. Il était très estimé par la cour papale et on le désignait comme "sapiens Alamannus".
À Rome, l'empereur Maximilien Ier du Saint-Empire était à ses côtés.
Un tel cumul de fonctions n’existait nulle part ailleurs et la curie ne pouvait être obtenue que par l'argent. Une légation de Brandebourg menée par Busso von Alvensleben était arrivée et avait négocié sans succès. Enfin la curie réclama 12 000, et finalement 10 000 Ducats et accorda une indulgence plénière de 10 ans afin que la somme, que Joachim I. et Albrecht étaient dans l’incapacité de trouver, puisse être remboursée par versements échelonnés.
La maison Fugger prêta cette somme, Albrecht était autorisé à garder la moitié des bénéfices de l’indulgence pour rembourser la dette à la banque Fugger.
S’ensuivit l’indulgence qui offrit à Martin Luther l’occasion d’entrer en scène. Ce n’est que le 18 août que le pape consentit qu’Albrecht soit nommé archevêque de Mayence et Magdebourg et administrateur d’Halberstadt (brève du 13.09.1514). Le pouvoir de KurBrandebourg s’était accru à la suite de l'augmentation de la voix attachée à Mayence dans l’élection impériale. Johann continuait à travailler dans l'esprit de Brandebourg. Le 9 septembre 1514 le pape confia au Prince électeur Joachim Ier Nestor de Brandebourg le patronage et le droit de présentation des chapitres cathédrales de Brandebourg et de Havelberg.
Le 15 septembre 1514 le pape accepta que Johann rédige un testament d’une grande importance pour sa famille.

### Évêque deReval
Le 30 octobre 1514 le pape le confirme évêque de Reval, et annonce au peuple le changement de titulaire du siège épiscopal dans une bulle pontificale, faisant ainsi à mal son concurrent, l'évêque de Dorpat, qui briguait le siège épiscopal de Reval.
Avant que la bulle pontificale d’indulgence ne soit rédigée, Johann quitta Rome le 15 novembre 1514 avec un pouvoir en tant que "Legatus de latere". Son périple le mena à Berlin, en passant par Augsbourg. Le 08 juin 1515 il était à Francfort sur l’Oder.

### Mariage deChristian II de Danemark
Au cours de la deuxième moitié du mois de juin 1515, il était à Rostock avec une escorte de 21 chevaux, sur le chemin vers Copenhague où il prononça, le 12 août 1515, à la place et sur ordre de sa Sainteté le pape, le mariage du roi Christian II de Danemark avec Isabelle d'Autriche, la petite fille de l’empereur Maximilien Ier du Saint-Empire et la sœur du futur empereur Charles Quint.

### Reval
Il devait également négocier avec le roi l'autorisation de son indulgence, sur ordre de Léon X. Le 08 septembre 1515 il se trouvait à Dantzig, le 12 septembre à Berlin,le 23 septembre à Angermünde, où il tint conseil avec Joachim Ier Nestor de Brandebourg, dont il était encore le conseiller.
Le 06 octobre 1515 il retourna à Dantzig avec 30 chevaux, il rencontra le Grand-Maître à Tapiau et lui remit cette fameuse bannière qu'il avait portée lors du couronnement de Léon X et qui deviendrait l’étendard lors de la guerre contre la Pologne. Début novembre 1515, il atteint, en passant par Riga, sa paroisse de Reval, qu’il retrouva en grande pagaille. Il y régnait une vie dissolue, les vils ecclésiastiques étaient, en partie, ignares.

### Cinquième concile du Latran
En décembre 1516, il prit part au cinquième concile du Latran et lut une bulle contre les prédications abusives des Dominicains. Le 01 mai 1517, Léon X promis  à l’évêque de Reval, pour le cas où le poste viendrait à se libérer, les couvents cisterciens de Padis et Runa au Gotland. Le 14 juin 1518, le Collège des cardinaux donna son consentement pour que Johann devienne évêque de Dorpat et contrôle ainsi l’abbaye de Reval.
Johann était déjà allé en Allemagne en septembre 1517 et ce, avec les pleins pouvoirs d’un légat apostolique et toutes sortes de missions pour le prince électeur Joachim Ier Nestor de Brandebourg et l’archevêque Albert de Brandebourg.

### Commerce desindulgences
À Berlin, en décembre 1517, il participa aux discussions pour l’Ordre des chevaliers allemands car le grand maître, qui y était présent, cherchait aide et protection contre le roi de Pologne. En Allemagne, en raison des abus financiers, du commerce relatif aux fonctions cléricales et du commerce des indulgences, un fort mécontentement régnait. Il suffit que le Docteur Martin Luther jette des étincelles sur cette poudrière pour qu’elle s’embrase violemment. Partout, cette nouvelle idéologie fit de nouveaux adeptes.
Les prélats et les monarques essayèrent d’enrayer ce courant. Johann Blankenfeld œuvra comme représentant du Pape, mettant toute son énergie au service du maintien de la foi ancienne. Depuis Berlin, déjà, il émit des lettres à l’intention de la Livonie, de la Prusse et du comté de la Marck.
Le 25 juin 1518, sur demande de l’église Saint-Pierre de Cölln, il accorda à celle-ci à une indulgence de 100 jours.

### Évêque deDorpat
Début juillet, il était en route pour la Livonie. Là-bas, il dut faire face à de nouvelles difficultés, le chapitre du Dôme, qui avait été choisi par l'évêque de Courlande, étant contre lui. Aidé de Walter de Plettenberg, il réussit néanmoins à en prendre possession et, au début de l’année 1519, prêta serment envers l’église de Dorpat.
Son poste est bien plus puissant qu’à Reval car il était, en tant que suzerain et justicier, le souverain unique et immédiat, et grâce à la richesse et au pouvoir de la noblesse de l’abbaye, bénéficiait d’une grande influence.
En octobre 1519, Johann congédia le Grand Maître de son poste de procurateur car il voulait faire la guerre.

### Guerre l'Ordre Teutoniquede Prusse et la Pologne

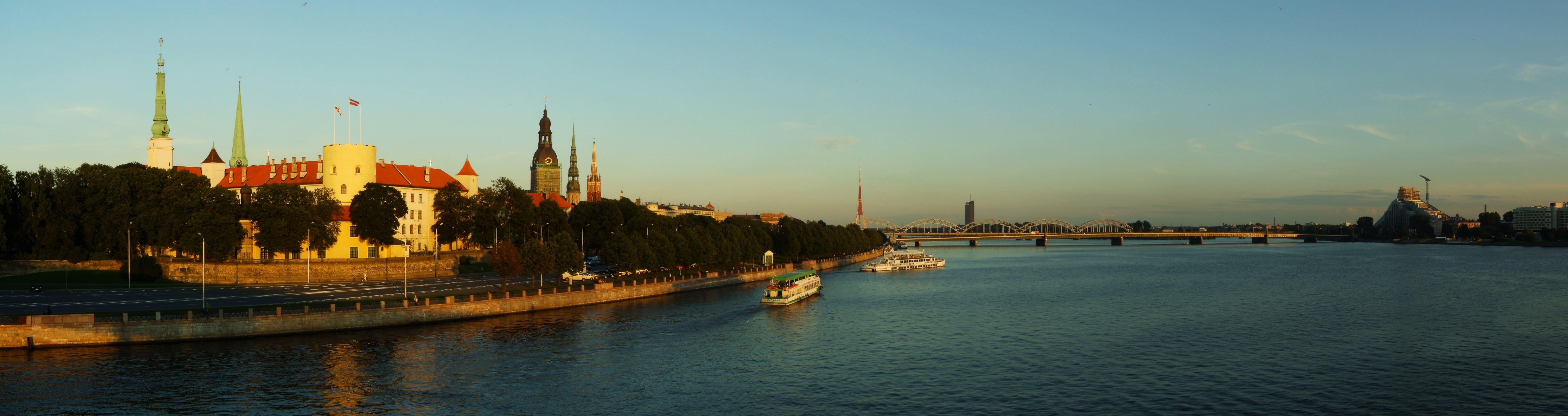
2011 Ville de Riga

La guerre entre le pays de l’Ordre qu’était la Prusse et la Pologne éclata en novembre 1519. Johann avait aidé le Grand Maître en lui procurant 100 boisseaux de seigle et s’était également efforcé de lui apporter une aide financière. Le 05 avril 1521, un armistice de quatre ans fut conclu.
Les États refusèrent les demandes répétées du Grand Maître selon lesquelles, Johann aille pour lui à Rome. La présence de Johann dans le pays étant absolument nécessaire vu le danger menaçant émanant des Russes. La Réformation avait beaucoup progressé depuis mars 1524. A Riga aussi, les couvents et monastères avaient essuyé des émeutes, et Johann dut réprimer le mouvement d’une poigne de fer.
Johann avait été élu coadjuteur et successeur de l’archevêque de Riga. La ville de Riga avait accepté, et la noblesse de l’abbaye lui avait prêté allégeance. La nomination papale du 29 novembre 1523 stipulait qu’au décès de l’archevêque, Johann pourrait conserver l’évêché de Dorpat tout en restant archevêque de Riga.

### Archevêque deRiga[9]

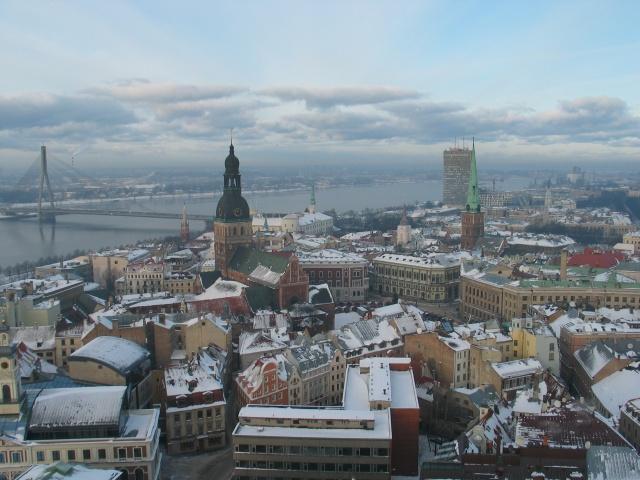
2004 La ville de Riga, capitale de la Lettonie et ses 700 000 habitants.

L’archevêque de Riga, Jasper Linde, mourut au château de Ronneburg, le 29 juin 1524. Johann occupa le poste et investit l'évêché de Reval avec le chanoine et futur évêque de Reval Georg de Tiesenhausen, le beau-frère de son frère Franz von Blankenfeld. Franz vivait en Livonie (Lettonie) depuis 1516. Johann prit immédiatement possession des châteaux archiépiscopaux et exigea que la ville de Riga lui prête serment d’allégeance et que soient concédées l’église Saint-Pierre et la cathédrale Saint-Jacques pour l’office catholique. La ville de Riga s’y refusa. Johann s’installa dans son château de Koknese, chassa le prédicateur évangélique de Limbaži et délogea de la ville de résidence archiépiscopale de Koknese les deux prêtres et le recteur de l’école. Il approuva les privilèges de la noblesse de l’abbaye archiépiscopale, qui lui prêta allégeance le 21 septembre 1524. Il dépêcha une fois encore un émissaire à Riga au sujet de l’allégeance. La ville de Riga, qui s’était placée sous la protection du Grand Maître de l’ordre Teutonique le 24 août 1524, refusa à nouveau. Des troubles s’étaient également produits à Dorpat et Reval. Les États s’étaient réunis et avaient émis des plaintes à l’encontre de l’archevêque parce que sur sa suggestion, un bannissement avait été prononcé à l’encontre de Riga.

### Révoltes
Le 19 octobre 1524, Johann accorda à la noblesse et à la ville de Dorpat quelques garanties et alla jusqu’à autoriser le prêche infalsifié de l’Évangile, pourvu que les anciennes coutumes ecclésiastiques soient conservées. La population fut incitée à la haine par Melchior Hoffmann, sur quoi Johann le fit emprisonner le 10 janvier 1525. Une émeute se produisit alors durant laquelle plusieurs citoyens furent blessés et tués. Le tumulte s’étendit au pays tout entier. On décida dès lors de convoquer une diète à Wolmar. Johann et l’évêque de Reval y apparurent avec une escorte éblouissante de 200 chevaux le 2 juillet 1525, mais on n’aboutit pas à une solution satisfaisante.
La ville de Riga chercha alors à nouer des liens avec des princes extérieurs. C’est alors que Walter de Plettenberg, de crainte que Riga ne puisse tomber aux mains de la Prusse, décida de prendre la souveraineté unique sur Riga le 21 septembre 1525. Il fit son entrée dans la ville en promettant la liberté de doctrine. Les Riganais prirent aussitôt le contrôle du château archiépiscopal de Johann, mais laissèrent les prêtres catholique et les chanoines libres.
Walter de Plettenberg se retrouva ainsi en extrême opposition avec Johann, qui avait de son côté aussi décrété le bannissement et la mort civile à l’encontre des adeptes de la nouvelle doctrine. Johann tenta de servir d’intermédiaire pour négocier un armistice entre la Russie et la Pologne et fut alors soupçonné d’appeler la Russie à la haine envers l’Ordre Teutonique et les États. Partout, la haine s’enflamma contre Johann, la noblesse de Dorpat l’abandonna ouvertement et pris le contrôle des biens et des châteaux épiscopaux.

### Emprisonnement

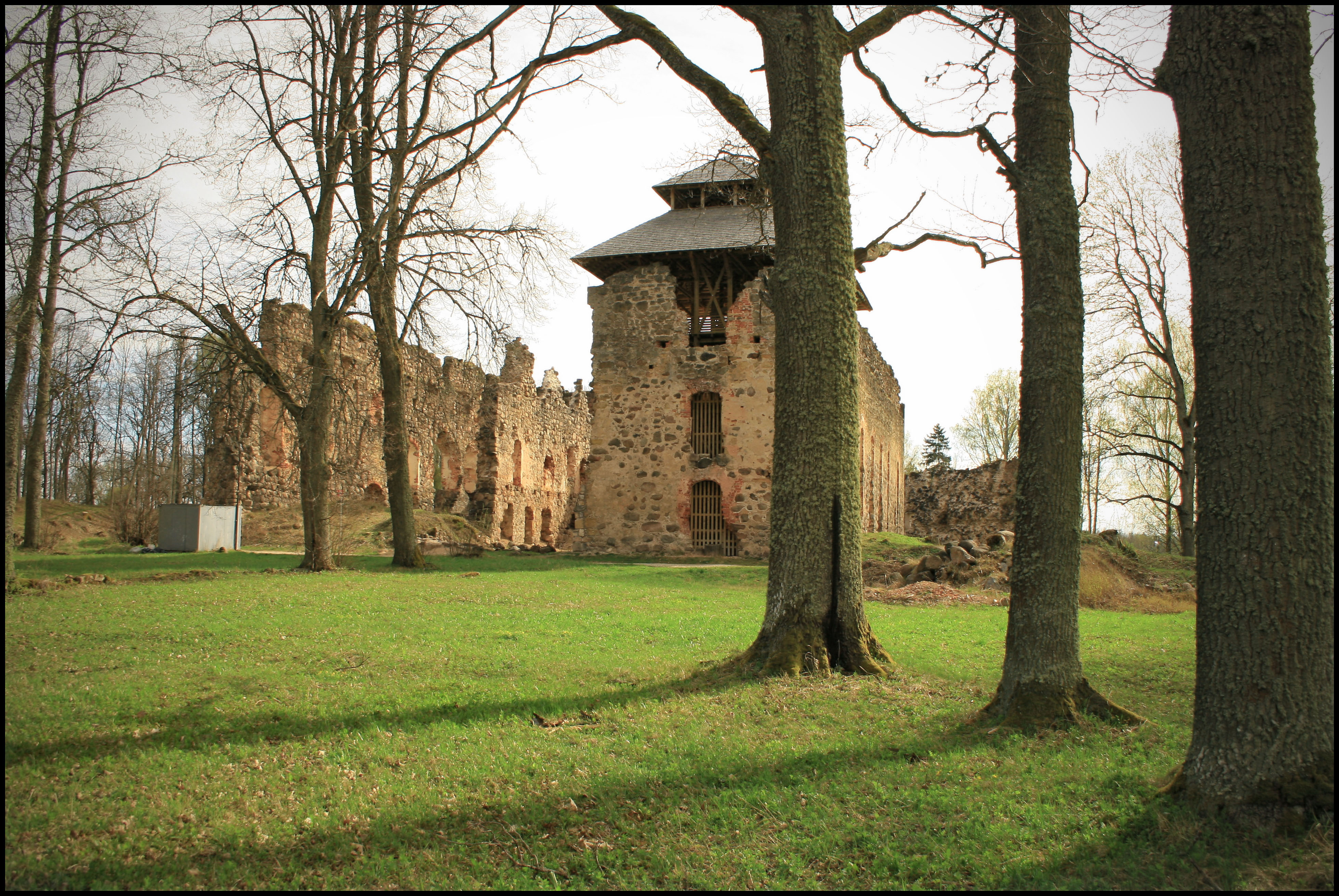
2010 Les ruines de l'imposant château de Ronneburg (Rauna en Lettonie, à 100 km de Riga) des archevêques de Riga. Construit par l'archevêque Albert en 1262.

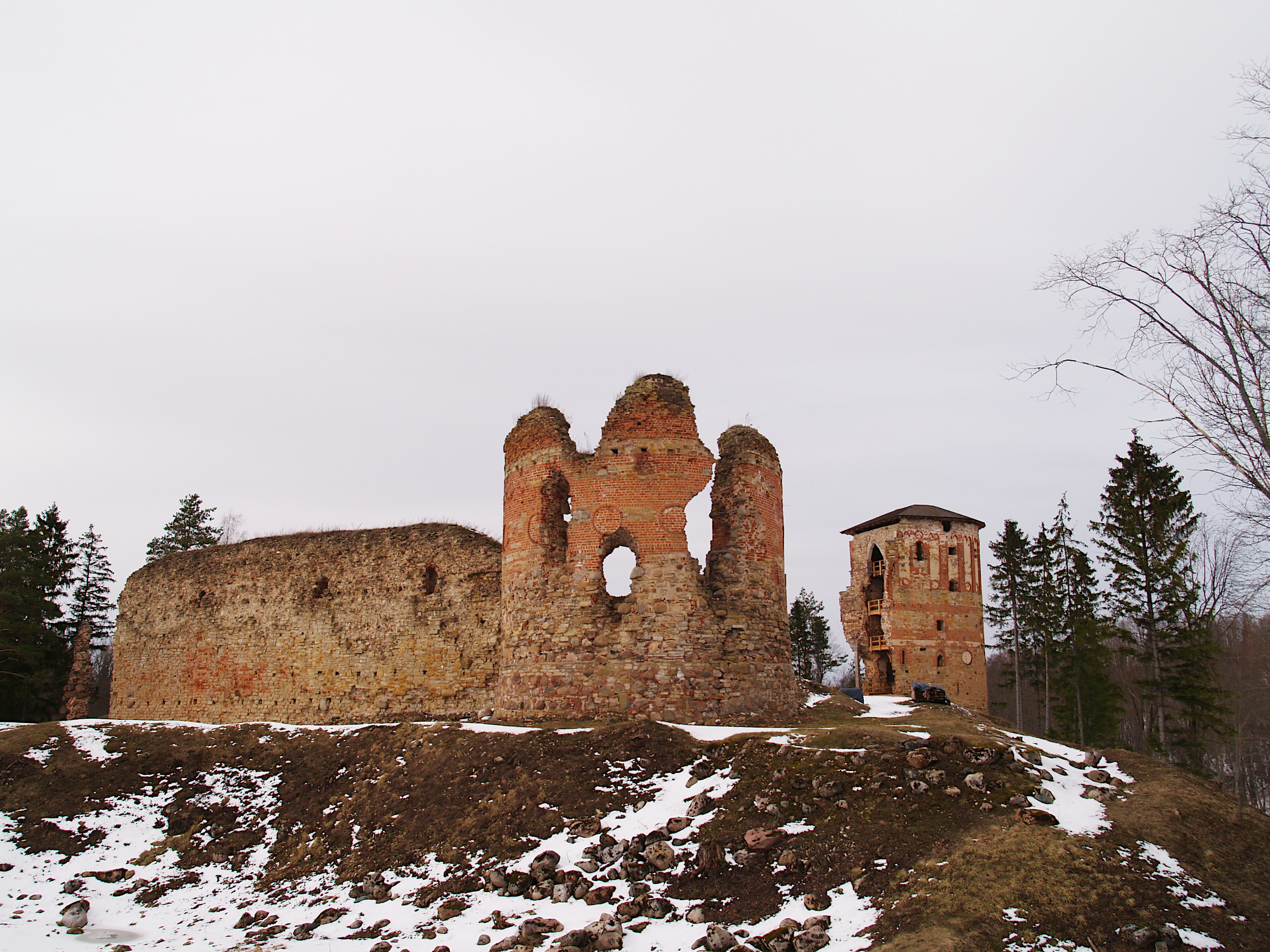
2008 Les ruines du château de Neuenhaus.

La noblesse de l’archevêché procéda de la même façon et assigna à résidence l’archevêque dans son château de Ronneburg, sur demande de Walter de Plettenberg le 22 décembre 1525. Elle le maintient pendant environ six mois en « détention princière ». Ronneburg se situe à environ 100 km de la ville de Riga.
Walter de Plettenberg s’adressa au grand maître de l'ordre teutonique, le margrave Albert de Brandebourg, en lui demandant de s’exprimer et obtint la réponse suivante : " On le soupçonne par jalousie et par haine, mais il est entièrement innocent. Certes, une délégation de Russes était venue chez lui à Neuenhaus lui proposer de l’aide, offre qu’il avait cependant déclinée avec gratitude, car il savait que les États de Livonie étaient préoccupés à juste titre, sans doute le grand maître et les États l’aiderait-il en vertu du droit "

### Aide de l'Ordre Teutonique
Le margrave Albert de Brandebourg qui fut le dernier grand maître de l’ordre Teutonique plaida donc la cause de Johann et fit rappeler à Walter de Plettenberg les immenses services qu’avait rendus Johann par le passé à l’Ordre en tant que procurateur de l'ordre Teutonique.
Début mars 1526, une diète se réunit sur demande de Walter de Plettenberg près de Rügen pour statuer sur cette question, qui déboucha sur une nouvelle diète. Le 15 mars 1526 à Wolmar, on vit se présenter 18 gentilshommes de la noblesse diocésaine comme mandataires de Johann. Ils déclarèrent notamment que Johann n’entreprendrait rien d’hostile contre Riga. Les conventions devaient être élaborées, puis présentées au pape et à l’empereur afin qu’ils les approuvent totalement.
Le jour suivant, fut celui de la prestation de serment des prélats, représentants de la noblesse et des fondateurs dans le réfectoire du château de Wolmar et enfin du maître avec les représentants de l’Ordre Teutonique.
Si la justification de Johann concernant la plainte de trahison fut acceptée le 17 juin 1526, Johann avait perdu son autonomie en tant que souverain face aux évêques.

### Voyage
Le 3 août 1526, accompagné de l’évêque de Courlande, Johann se mit en route pour se rendre chez le pape et l’empereur pour négocier qui serait le nouveau grand maître de l'Ordre Teutonique après le départ de la Prusse et du grand maître Albert de Brandebourg qui avait choisi le Luthéranisme.
L’évêque de Courlande se rendit chez le gouverneur impérial, Johann arriva à la fin de l’automne 1526 à Rome, où Clément VII venait de monter sur le trône papal. Johann resta jusqu’en janvier 1527. Le pape, était dans une situation très difficile, ne pouvait pas aider Johann car la ville de Florence était menacée par l’ennemi.
Johann avait fait le voyage en passant par Florence, Venise et Salzbourg, rendant au passage visite au cardinal Matthäus Lang von Wellenburg, pour ensuite continuer son chemin vers Prague, chez l’archiduc Ferdinand d’Autriche, roi de Bohème et de Hongrie.
À partir de Prague le 24 mars, il se rendit à Ratisbonne le 2 avril, pour prendre part à une diète impériale. Le 23 juin 1527 après que Johann eut attendu en vain à Ratisbonne le début de la diète impériale, un entretien eut lieu dans la maison de l’Ordre Teutonique à Eschenbach, près de Heilbronn. Johann ne fit aucun mystère de ses desseins, en s’appuyant sur les brèves papales envoyées au gouverneur impérial et sur les maîtres de l’Ordre Teutonique d’Allemagne et de Livonie. Il entendait rendre à l’Ordre Teutonique un chef par l’élection d’un grand maître.
Cette proposition ne fut pas retenue car le grand chapitre de Mergentheim avait déjà décidé le 16 décembre 1526 que le maître de l’Ordre Teutonique d'Allemagne, Walter de Cronberg, serait pour toujours administrateur de la charge de grand maître de l'Ordre Teutonique.
Par contre, Johann pressentait en revanche comme grand maître de l'Ordre Teutonique, le maître de l'Ordre Teutonique de Livonie, Walter de Plettenberg. Johann avait prévu de faire le voyage jusqu’à Calais le 22 juillet en passant par Cologne le 12 juillet, puis par voie maritime jusqu'à Madrid, chez l’empereur Charles Quint.

### Décès

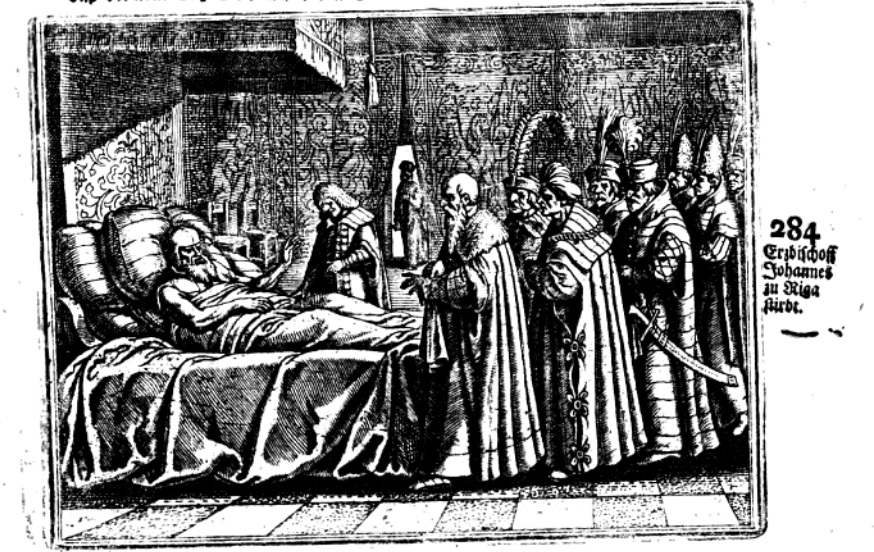
1527 Johann von Blankenfeld sur son lit de mort.

Des deux villes, il avait écrit à Walter de Plettenberg pour l’informer des pourparlers qui avaient eu lieu à Eschenbach. À encore deux journées de voyage de Madrid, à Torquemada, à la frontière de la Gascogne, dans la province de Palencia, il contracta la dysenterie, qui l’emporta le 9 septembre 1527 à 56 ans. Lorsqu’il sentit sa fin venir, il recommanda que le duc Georges de Brunswick-Wolfenbüttel, prévôt de la cathédrale de Cologne lui succède à Riga et que le vice-chancelier impérial Balthasar Merklin de Waldkirch deviennent évêque de Dorpat. L’empereur, informé des vœux du défunt par les lettres de l’archevêque qu’il avait devant lui, envoya un plénipotentiaire en Livonie pour réclamer un arbitrage afin de faire cesser les troubles qui s’y déroulaient.
Il ne reconnut pas le traité de Wolmar et ordonna au contraire que les Riganais recommencent à prêter allégeance au nouvel archevêque et lui rendent tout ce qu’ils avaient pris à Johann von Blankenfeld. Le Maître était censé les y aider. Dans les faits, le nouvel archevêque recouvra la demi-souveraineté et reçut le 14 août 1530 allégeance de la part de la ville.
L'archevêque est à la fois seigneur temporel et autorité spirituelle. L'archidiocèse de Riga existera jusqu'en 1561, évoluant de la religion catholique au Calvinisme en participant à la Réforme protestante. Cette année-là, Riga devient une ville libre.
Avec l'abolition du statut de Prince-évêque durant la Guerre de Livonie, l'archevêque Guillaume de Brandebourg-Ansbach perdra son titre.
L'archevêché catholique de Riga est supprimé par la Réforme luthérienne en 1563.
En 1918 sera recréé un archevêché de Riga.

### Recherches pour retrouver son corps, mais sa mort restera un mystère
À l’instigation du secrétaire d’État allemand à la retraite, le docteur Karl Rudolf von Jacobi (1828-1903) qui s'intéresse à la généalogie de la famille von Blankenfeld, des recherches furent entreprises en 1897 et 1898, soit 370 ans après sa mort. On retrouva un crâne d’origine nordique et des vêtements qui entre-temps, d’après leur type de motif, donnent à douter que la personne retrouvée soit véritablement l’archevêque de Riga Johann von Blankenfeld. Les recherches du docteur Francisco Nieto furent publiées en 1905, avec l'accord de l'ambassadeur Allemand de l'époque. 
Un second livre de 115 pages fut édité en 1905 par le Dr Wilhelm Schnöring dans lequel il parle des travaux de recherche du docteur Karl Rudolf von Jacobi(1828-1903).
Les documents de l’église de Torquemada ont été détruits par les Français en 1808, les registres paroissiaux ne commencèrent qu’en 1567, soit 40 ans après sa mort. Sa mort restera un mystère.

### Relations avec l'Ordre Teutonique

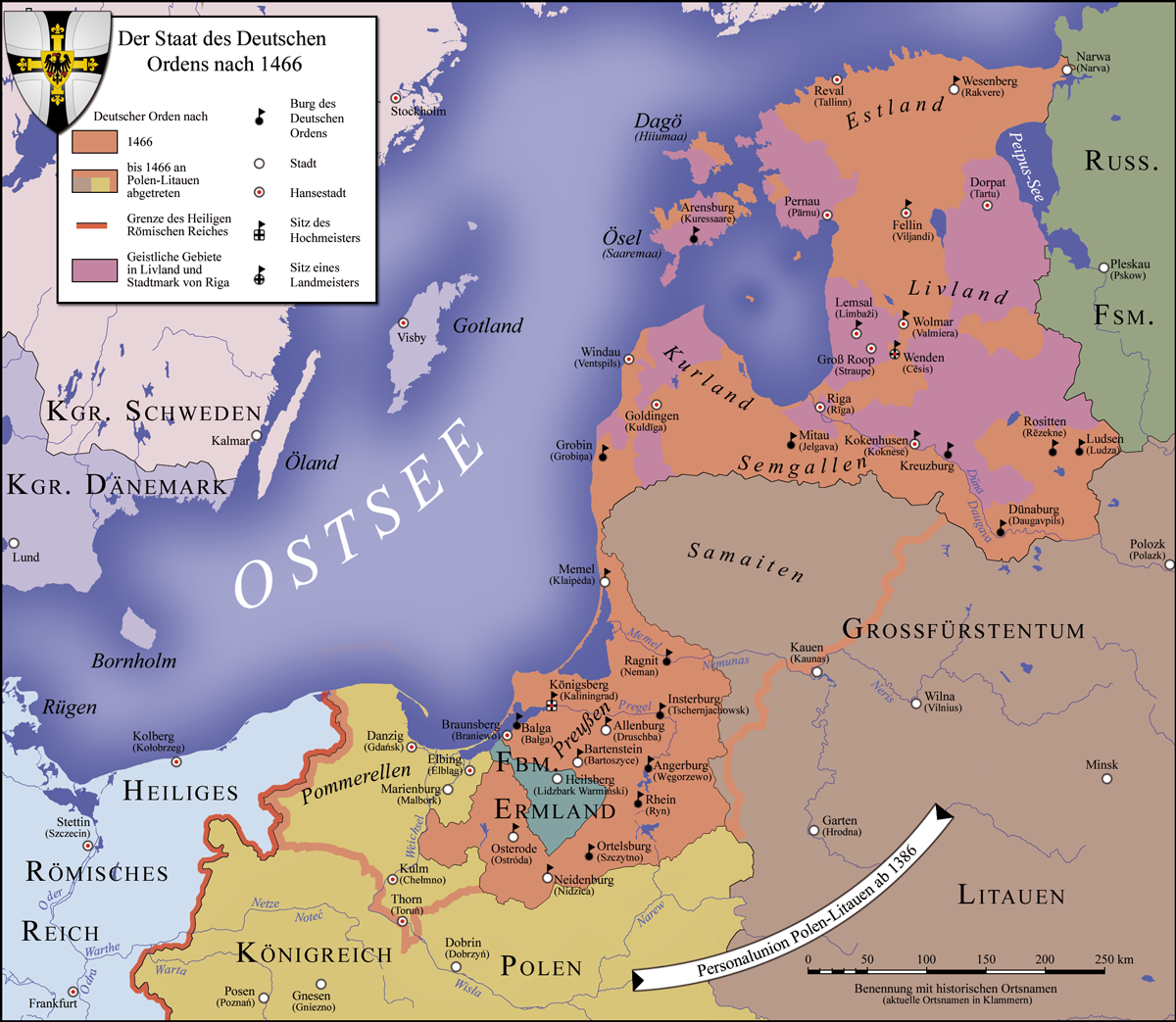
1466 Carte de l'Ordre Teutonique.

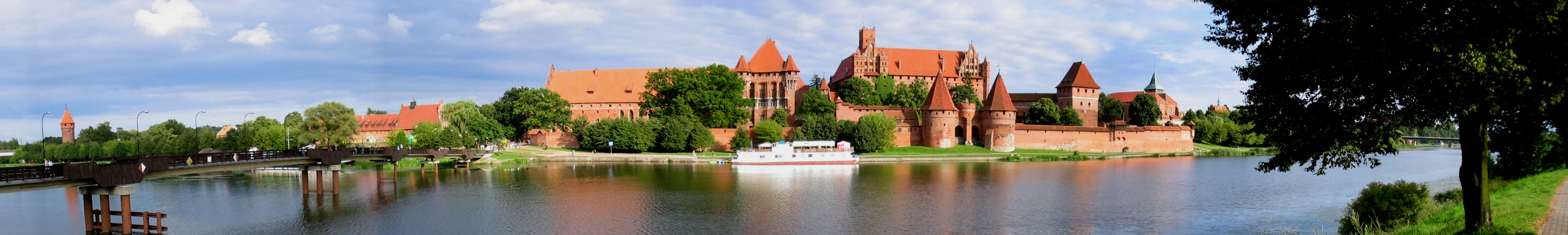
Marienburg 2004 Panorama/ forteresse de Marienburg de l'Ordre Teutonique.

Après le départ de Johann, les affaires de l’Ordre Teutonique à Rome ne s’étaient pas déroulées à souhait. Aussi, le maître de l’Ordre teutonique de Livonie, Walter de Plettenberg, écrivit au grand maître qu’il aimerait que son cher ami Johann restât dans le pays, car " sa chère personne, la nature et l’habileté de celle-ci nous ont ravis  ", mais qu’il devait rester fidèle et digne  à l’Ordre Teutonique, malgré son éloignement. Après que Johann eut pris part aux diètes de Wolmar et Wenden et se fut entretenu avec Walter de Plettenberg, il se rendit à Königsberg où il reçut, le 28 juillet 1515, l’instruction d’obtenir de la Curie romaine que les conditions de la paix perpétuelle soient annulées et que l'Ordre Teutonique puissent recouvrer les terres jadis cédées à la Pologne. L’évêque devait également avoir une audience auprès de l’Empereur Maximilien Ier du Saint-Empire.
Mais Albert de Brandebourg refusa Indulgence (catholicisme) plénière pour son pays. Johann se rendit le 25/08/1515 à Augsbourg auprès de l’Empereur, et le 12 septembre 1515 à Berlin, où il accorda une indulgence à l’église du château. À Rome, les Polonais avaient réinstallé une légation à la cour papale et presque intégralement rallié la Curie à leur cause. Johann, qui était arrivé à Rome vers la mi-novembre, vit qu’il ne fallait plus compter sur l’aide du Pape quant à la question polonaise. Johann obtient certes de celui-ci qu’il rédige quelques brèves dans la forme qu’il avait proposée, mais cette réussite ne fut qu’apparente. En effet, il avait déjà été ordonné dans une brève au grand maître de l'Ordre Teutonique, de prêter serment d’allégeance.
L’empereur Maximilien Ier du Saint-Empire avait complètement abandonné l’Ordre Teutonique (traités de Vienne du 22 juillet 1515).
Johann tenta uniquement d’éviter le pire de tout, à savoir la confirmation de la paix perpétuelle. Il y parvint une fois encore.

### Personnalité
Johann était un homme entier, une forte personnalité douée d’une grande intelligence et d’une grande érudition, d’une habileté diplomatique admirable et d’un comportement adroit. D’un caractère passionné, inflexible, qui, même dans une position désespérée, resta fidèle à lui-même et tenta de sauver pour la papauté, ce qui semblait encore possible de sauver !
Johann fut le dernier combattant vigoureux de Rome en Livonie. Il connaissait les failles qui s’étaient produites au sein de l’église catholique et les avait combattues. Mais, Johann croyait encore pouvoir éviter un schisme de l’Église catholique. Il avait sous-estimé la puissance du mouvement protestant luthérien. Il misa trop sur l’influence de la Curie et sur celle de l’empereur Charles Quint en utilisant le bannissement et la mort civile comme ultime mesure. Même ceux qui ecclésiastiquement parlant se trouvent sur un autre terrain, sauront admirer et estimer Johann von Blankenfeld.

### Blankenfeldstraße, la rue Blankenfeld à Franckfort sur Oder
En 1992 la municipalité de Frankfort (Oder) a rebaptisée la rue Conrad-Blenkle-Straße en Blankenfeldstraße en sa mémoire.

### Célibat
L’affirmation que l’on peut lire, ici ou là, selon laquelle il aurait été marié lorsqu'il était professeur à Francfort-sur-l’Oder, est une erreur. Johann n'a jamais fait fi du célibat.

### Propriétés de l'archevêque de Riga à l'époque de Johann

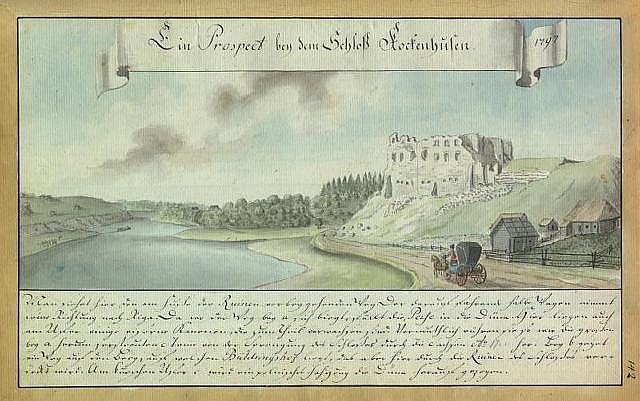
Château de Kokenhausen.

L'archevêque de Riga possédait, outre la co-seigneurie sur Riga, les villes et châteaux suivants, avec leurs dépendances:
- Kokenhausen[14]
- Yxküll
- Lennewerden
- Pebalg
- Smilten
- Serben
- Kreutzburg
- Marienhausen
- Seswegen
- Schwanenburg
- Ronnenburg
- Treyden
- Wainsel
- Lemsal
- Laudon
- Salis

## Bibliographie

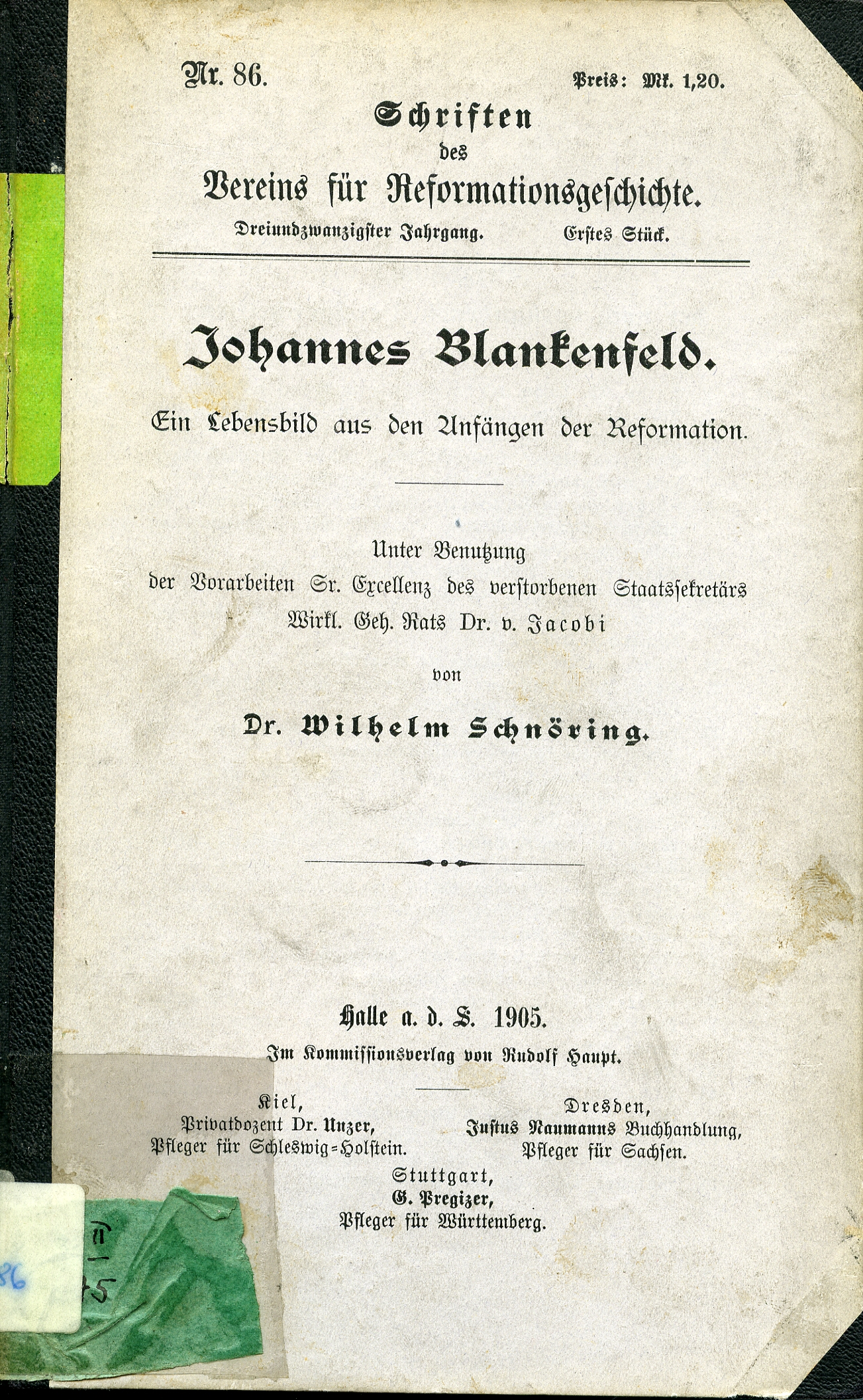